# Astylospongia
Astylospongia är ett fossilt släkte klotformiga eller tillplattade kiselsvampar med en diameter av 2-3 centimeter, som förekommer i Europa och Nordamerika. 
Arten Astylospongia praemorsa förekommer ofta som fossil i lösa block på nordtyska slätten samt i Sydskåne och på Gotland, huvudsakligen från äldre Silur. I Baltikum och på Östersjöns botten förekommer den i lager från Ordovicium.